# Liste der Baudenkmäler in Prettau
Die Liste der Baudenkmäler in Prettau (italienisch Predoi) enthält die 19 als Baudenkmäler ausgewiesenen Objekte auf dem Gebiet der Gemeinde Prettau in Südtirol.
Basis ist das im Internet einsehbare offizielle Verzeichnis der Baudenkmäler in Südtirol. Dabei kann es sich beispielsweise um Sakralbauten, Wohnhäuser, Bauernhöfe und Adelsansitze handeln. Die Reihenfolge in dieser Liste orientiert sich an der Bezeichnung, alternativ ist sie auch nach der Adresse oder dem Datum der Unterschutzstellung sortierbar.

## Liste
| Foto |                 | Bezeichnung                                       | Standort                   | Eintragung                   | Beschreibung                                                    | Metadaten                                            |
| ---- | --------------- | ------------------------------------------------- | -------------------------- | ---------------------------- | --------------------------------------------------------------- | ---------------------------------------------------- |
| BW   | Datei hochladen | Alter Widum ID: 16564                             | 47° 2′ 20″ N, 12° 6′ 13″ O | 1. Feb. 1984 (BLR-LAB 419)   | Widum/Kanonikerhaus                                             | KG: Prettau Bauparzelle: 89                          |
| BW   | Datei hochladen | Antoniusstöckl ID: 16560                          | 47° 2′ 35″ N, 12° 6′ 55″ O | 1. Feb. 1984 (BLR-LAB 419)   | Bildstock                                                       | KG: Prettau Bauparzelle: 59                          |
| BW   | Datei hochladen | Auermühle ID: 16571                               | 47° 2′ 27″ N, 12° 6′ 24″ O | 1. Feb. 1984 (BLR-LAB 419)   | Mühle                                                           | KG: Prettau Bauparzelle: 180                         |
| BW   | Datei hochladen | Bachermühle ID: 16570                             | 47° 2′ 13″ N, 12° 5′ 35″ O | 15. Feb. 1985 (BLR-LAB 685)  | Mühle                                                           | KG: Prettau Bauparzelle: 167                         |
| BW   | Datei hochladen | Brugger ID: 16557                                 | 47° 2′ 46″ N, 12° 7′ 12″ O | 15. Feb. 1985 (BLR-LAB 2705) | Bauernhof                                                       | KG: Prettau Bauparzelle: 51                          |
| BW   | Datei hochladen | Gebauer ID: 16566                                 | 47° 2′ 8″ N, 12° 5′ 40″ O  | 1. Feb. 1984 (BLR-LAB 419)   | Ländliches Wohnhaus/Bauernhof                                   | KG: Prettau Bauparzelle: 118                         |
| BW   | Datei hochladen | Großbachmühle ID: 16556                           | 47° 2′ 51″ N, 12° 7′ 12″ O | 1. Feb. 1984 (BLR-LAB 419)   | Mühle                                                           | KG: Prettau Bauparzelle: 41                          |
| ja   | Datei hochladen | Heilig-Geist-Kirche ID: 16554                     | 47° 3′ 14″ N, 12° 8′ 29″ O | 1. Feb. 1984 (BLR-LAB 419)   | Kirche                                                          | KG: Prettau Bauparzelle: 1                           |
| BW   | Datei hochladen | Holznermühle ID: 16569                            | 47° 2′ 13″ N, 12° 5′ 33″ O | 1. Feb. 1984 (BLR-LAB 419)   | Mühle                                                           | KG: Prettau Grundparzelle: 995                       |
| BW   | Datei hochladen | Innerbichler mit Kapelle und Kornkasten ID: 16567 | 47° 2′ 1″ N, 12° 5′ 49″ O  | 1. Feb. 1984 (BLR-LAB 419)   | Ländliches Wohnhaus/Bauernhof                                   | KG: Prettau Bauparzelle: 123 Grundparzelle: 528, 532 |
| BW   | Datei hochladen | Keil ID: 16555                                    | 47° 2′ 59″ N, 12° 7′ 37″ O | 1. Feb. 1984 (BLR-LAB 419)   | Ländliches Wohnhaus/Bauernhof                                   | KG: Prettau Bauparzelle: 20                          |
| BW   | Datei hochladen | Marienkapelle ID: 50187                           | 47° 2′ 4″ N, 12° 5′ 32″ O  | 20. Jan. 2003 (BLR-LAB 110)  | Kapelle beim Antratt mit Rundapsis und Dachreiter, 1950 erbaut. | KG: Prettau Grundparzelle: 443                       |
| BW   | Datei hochladen | Neuhaus ID: 16561                                 | 47° 2′ 34″ N, 12° 6′ 52″ O | 1. Feb. 1984 (BLR-LAB 419)   | Ländliches Wohnhaus/Bauernhof                                   | KG: Prettau Bauparzelle: 60/2                        |
| BW   | Datei hochladen | Niederwieser ID: 16565                            | 47° 2′ 15″ N, 12° 5′ 45″ O | 1. Feb. 1984 (BLR-LAB 419)   | Ländliches Wohnhaus/Bauernhof                                   | KG: Prettau Bauparzelle: 107                         |
| BW   | Datei hochladen | Nothdurft ID: 16559                               | 47° 2′ 36″ N, 12° 6′ 55″ O | 1. Feb. 1984 (BLR-LAB 419)   | Ländliches Wohnhaus/Bauernhof                                   | KG: Prettau Bauparzelle: 58/2                        |
| BW   | Datei hochladen | Pfarrkirche St. Valentin mit Friedhof ID: 16563   | 47° 2′ 22″ N, 12° 6′ 15″ O | 1. Feb. 1984 (BLR-LAB 419)   | Kirche                                                          | KG: Prettau Bauparzelle: 85 Grundparzelle: 341       |
| ja   | Datei hochladen | Schmelzofen ID: 16558                             | 47° 2′ 45″ N, 12° 7′ 10″ O | 1. Feb. 1984 (BLR-LAB 419)   | Schmelzofen                                                     | KG: Prettau Bauparzelle: 56/2                        |
| BW   | Datei hochladen | Steger ID: 16568                                  | 47° 1′ 48″ N, 12° 5′ 16″ O | 1. Feb. 1984 (BLR-LAB 419)   | Ländliches Wohnhaus/Bauernhof                                   | KG: Prettau Bauparzelle: 124                         |
| BW   | Datei hochladen | Verweserhaus ID: 16562                            | 47° 2′ 35″ N, 12° 6′ 51″ O | 1. Feb. 1984 (BLR-LAB 419)   | Ländliches Wohnhaus/Bauernhof                                   | KG: Prettau Bauparzelle: 62                          |

Falls bei einem Baudenkmal keine Koordinaten bekannt sind, werden ersatzweise die Katasterdaten zum Zeitpunkt der Unterschutzstellung angegeben. Diese sind weder offiziell noch zwingend aktuell.
Die vom Landesdenkmalamt übernommenen Adressen können veraltet sein.
| Foto:   | Fotografie des Denkmals. Klicken des Fotos erzeugt eine vergrößerte Ansicht. Daneben finden sich zwei Symbole: |
| ID      | Identifikator beim Südtiroler Landesdenkmalamt                                                                 |
| KG      | Katastralgemeinde                                                                                              |
| MD      | Ministerialdekret                                                                                              |
| BLR-LAB | Beschluss der Landesregierung – Landesausschussbeschluss                                                       |